# Staatswappen des Russischen Kaiserreiches
Das Staatswappen des Russischen Reiches war in der Zeit von 1882 in Anwendung.
Es ist auch der zentrale Teil des Großen Wappens des Russischen Reichs. Der dreifach gekrönte schwarze Doppeladler im goldenen Wappenschild ist mit dem Brustschild belegt, auf dem Elemente des Moskauer Wappens sind.

## Beschreibung
Im goldenen Wappenschild ein mit der Krone des russischen Reiches gekrönter goldbewehrter, rotgezungter schwarzer Doppeladler. Zwischen beiden Köpfen schwebt die gleiche Krone mit daran hängendem himmelblauen Band des Ordens Andreas des Erstberufenen. Der Adler hält in der rechten Klaue das russische Reichszepter und in der linken Klaue den russischen Reichsapfel.
Im goldgeränderten roten Brustschild der heilige Märtyrer Sankt Georg, in silberner Rüstung mit wehendem blauen Mantel reitet auf einem mit einer roten goldbefransten Decke gesattelten aufbäumenden Schimmel. Das Pferd ist mit goldenem Zaumzeug und goldener Mähne. Unter ihm ein kriechender goldener Drache, dessen Rachen Sankt Georg mit einer Lanze durchspießt. Die Lanze endet im goldenen Kreuz.
Der Hauptschild ist von unten von neun Schilden umgeben, die mit russischen Königsmützen und den dazugehörigen russischen Kaiserkronen gekrönt sind.

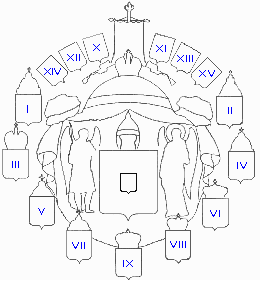
Nummerierter Entwurf des großen Wappens
Grundwappen
Kleines Wappen

I – Wappen des Königreichs Kasan
II – Wappen des Königreichs Astrachan
III – Wappen des Königreichs Polen
IV – Wappen des Königreichs Sibirien
V – Wappen des Königreichs Taurien
VI – Wappen des Königreichs Georgien
VII – Wappen der großen Fürstentümer der Rus 1
VIII – Wappen des Großfürstentums Finnland
IX – Wappen der Familie Seiner Kaiserlichen Majestät
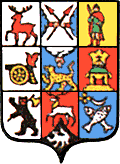
X – Wappen der Fürstentümer und Regionen Großrusslands 2
XI – Wappen der Fürstentümer und Regionen Kleinrusslands 3
XII – Wappen der Fürstentümer und Regionen Weißrusslands und Litauens
XIII – Wappen der Ostseegouvernements und Kareliens
XIV – Wappen der nordöstlichen Regionen
XV – Wappen von Turkestan